# Епархия Кампина-Гранди
Епархия Кампина-Гранди (лат. Dioecesis Campinae Grandis) — епархия Римско-Католической церкви с центром в городе Кампина-Гранди, Бразилия. Епархия Кампина-Гранди входит в митрополию Параибы. Кафедральным собором епархии Кампина-Гранди является церковь Пресвятой Девы Марии.  

## История
12 мая 1949 года Римский папа Пий XII издал буллу Supremum universi, которой учредил епархию Кампина-Гранди, выделив её из apxиепархии Параибы.
17 января 1959 года епархия Кампина-Гранди передала часть своей территории епархии Патуса.

## Ординарии епархии
- епископ Anselmo Pietrulla, O.F.M. † (18 июня 1949 — 11 мая 1955 — назначен епископом Тубарана);
- епископ Otávio Barbosa Aguiar † (24 февраля 1956 — 4 июля 1962 — назначен епископом Палмейра-дуз-Индиуса);
- епископ Manuel Pereira da Costa † (23 августа 1962 — 20 мая 1981, в отставке);
- епископ Luís Gonzaga Fernandes † (9 июля 1981 — 29 августа 2001, в отставке);
- епископ Matias Patrício de Macêdo (29 августа 2001 — 26 ноября  2003 — назначен архиепископом Натала);
- епископ Jaime Vieira Rocha (16 февраля 2005 — 21 декабря 2011 — назначен архиепископом Натала);
- епископ Manoel Delson Pedreira da Cruz, O.F.M.Cap. (8 августа 2012 — 8 марта 2017 — назначен архиепископом Параибы);
- епископ Dulcênio Fontes de Matos (11 октября 2017 — по настоящее время).

## Источник
- Annuario Pontificio, Libreria Editrice Vaticana, Città del Vaticano, 2003, ISBN 88-209-7422-3